# Luxació d'espatlla
Una luxació d'espatlla o dislocació d'espatlla és una lesió en la qual el cap de l'húmer s'ha separat de l'articulació de l'espatlla. Els símptomes inclouen dolor d'espatlla i inestabilitat. Les complicacions poden ser, per ordre de freqüència, la tendinopatia del manegot dels rotatoris, la lesió de Hill-Sachs, la lesió de Bankart o la lesió del nervi axil·lar.
La luxació de l'espatlla sovint es produeix com a resultat d'una caiguda sobre un braç estès o sobre l'espatlla. El diagnòstic es basa normalment en els símptomes i es confirma mitjançant radiografies. Es classifiquen com a anterior, posterior, inferior i superior, la majoria són anteriors.
El tractament és la reducció de la luxació que es pot aconseguir mitjançant diverses tècniques. Aquestes inclouen tracció-contratracció, rotació externa, manipulació escapular i la tècnica de Stimson. Després de la reducció, es recomana de radiografies de comprovació. El braç es pot col·locar en un cabestrell durant unes quantes setmanes. Es pot recomanar la cirurgia en els casos de luxacions recurrents.
No tots els pacients requereixen cirurgia després d'una luxació d'espatlla. Hi ha proves de qualitat moderada que els pacients que reben fisioteràpia després d'una luxació aguda d'espatlla no experimentaran luxacions recurrents. S'ha demostrat que els pacients que no són operats d'una luxació d'espatlla no presenten luxacions recurrents dins dels dos anys següents a la lesió inicial.
Al voltant de l'1,7% de les persones tenen una luxació de l'espatlla al llarg de la seva vida. Constitueixen aproximadament la meitat de les luxacions articulars importants observades a urgències. Els homes es veuen afectats més sovint que les dones. La majoria de luxacions d'espatlla es produeixen a conseqüència de lesions esportives.